# Re-urbanisatie
Herverstedelijking of re-urbanisatie  is het ruimtelijke proces waarbij mensen terugtrekken naar de stad. Dit verschijnsel trad na 1980 op in Nederland. 
Voor die periode was het de trend om (ver) buiten de stad te gaan wonen. Vanaf 1960 trokken steeds meer mensen weg uit de stad om op het platteland te gaan wonen (suburbanisatie). Door de sterke groei van de steden werden deze gebieden uiteindelijk 'opgeslokt' door de stad. Na 1975 trad daarom het nieuwe verschijnsel desurbanisatie op waarbij men nóg verder buiten de stad ging wonen.
Sub- en desurbanisatie had echter ongewenste bijgevolgen: binnensteden liepen leeg of verloederden, de filedruk nam toe, landelijke gebieden werden volgebouwd. Na 1980 trad er re-urbanisatie op. Men zag de voordelen van de stad (opnieuw) in: nauwelijks files naar de stad toe en dicht bij voorzieningen als theater, ziekenhuis en winkelcentra. Ook de overheid gaf hier de nodige prikkels door de (binnen)steden aantrekkelijker te maken voor midden- en hogere inkomens. Verloederde gebieden werden opgeknapt en er werd in de aantrekkelijkheid van stadswijken geïnvesteerd. Tevens werd het beleid van het stimuleren van groeikernen losgelaten.
Dit zorgde ervoor dat veel mensen terugtrokken naar de stad. De Nederlandse steden Amsterdam, Den Haag en Utrecht vertonen hierdoor een karakteristiek beeld in de ontwikkeling van hun inwoneraantal: groei tot rond 1960-1970 een top werd bereikt (urbanisatie), gevolg door een terugval tot ongeveer 1985-1995 (suburbanisatie), waarna opnieuw groei optrad (re-urbanisatie).